# Венгерский туранизм
Венгерский туранизм (венг. Turanizmus) — разработанное венгерскими националистами мировоззрение, согласно которому венгры происходят от племён (преимущественно гуннов и кыпчаков), мигрировавших в Паннонию из степей Центральной Азии (также именуемой как Туран), тем самым связывая себя с тюркскими и монгольскими народами. Эта точка зрения основывалась, в том числе, на народных легендах о родстве мадьяр и гуннов (легенда о Гуноре и Магоре), приобрела множество сторонников среди националистов и оказала большое влияние на венгерский фашизм, возникший в межвоенный период.

## Этимология
Слово «туранизм» происходит от персидского слова «tūrān», которое обозначало Туран, историческую область в Центральной Азии, к северу от реки Амударья. Первоначально это слово относилось к одному из иранских племен, а позднее — к двигавшимся на запад тюркским народам (название которых также происходит от «tūrān»). В XIX и XX веках термин «туранские народы» использовался для обозначения народов тюркской, финно-угорской и даже дравидийской (на юге Индии) языковых семей и подсемей, а также говорящих на японском и корейском языках. Эту концепцию использовал (хотя и не в лингвистическом смысле) в частности польский историк Феликс Конечный в своей теории цивилизации. В современной науке термин «туранские» считается устаревшим, а в языкознании существование «туранской» языковой группы отвергается.

## Исследования
Приверженцы идей туранизма занимались исследованием происхождения венгерской нации и туранских народов. Первоначально организация была больше озабочена сбором географической, а не расовой информации, но более радикальные члены быстро завоевали популярность, желая доказать общие корни венгров и других предполагаемых туранских народов. Некоторые считали, что к туранцам, помимо алтайских народов, относятся также корейцы, китайцы и японцы. Рост популярности туранизма совпал с поражением Австро-Венгрии в Первой мировой войне и унизительным Трианонским договором, по которому у Венгрии отняли почти две трети земель. Среди многих представителей элиты стало преобладать мнение, что следует отвернуться от Запада, от которого Венгрия терпела только вред, и искать союзников среди туранских народов Азии. Радикальные туранисты отвергали европейскую культуру как чуждую Венгрии и демонстрировали ее неполноценность по сравнению с туранской цивилизацией. В поисках корней и самобытной культуры мадьяр стали изучаться обычаи крестьян, как той части народа, которая, как предполагалось, была невосприимчива к западным влияниям и сохраняла древние традиции. Лидер фашистской партии «Партия скрещённых стрел», Ференц Салаши, утвердил концепцию существования туранской расы, представители которой отличались «храбростью и мужеством», что предрасполагало их к власти. Он неоднократно утверждал о том, что венгры в силу своего происхождения сыграют большую роль в создании нового порядка в Европе, чем немцы, которых он называл «заражёнными иудаизмом».
В 1930-е годы деятельность сторонников туранизма стала вызывать беспокойство властей. Причиной были языческие наклонности этих сторонников. Венгерский центр восточной культуры организовал лагерь, где практиковались языческий образ жизни и обычаи, а в 1934 году в Будапеште началось строительство башни, призванной воздать дань уважения «древнему Богу», что вызвало сопротивление со стороны христианских церквей. Во время его открытия в 1935 году участники собрания подверглись нападению со стороны полиции, что должно было продемонстрировать нетерпимость властей к антихристианским объединениям. А в 1942 году мужчины, поддерживавшие туранизм, были признаны «неполноценными венграми» и отправлены на принудительные работы.
Некоторые сторонники туранизма, как фашисты, так и представители других политических направлений, видели родство между венграми и Тамерланом, османами и японцами. Последних даже называли «вторым клинком Турана» (первым считалась Венгрия). Однако, как показывает практика, не все сторонники туранизма были шовинистами; некоторые просто верили, что венгры произошли от предполагаемых туранцев, но никакой идеологии с этим не связано. Некоторые также считали, что, живя на границе культур (европейской и азиатской), Венгрия могла бы стать мостом между Востоком и Западом.